# Coptoeme rufolimbata
Coptoeme rufolimbata là một loài bọ cánh cứng trong họ Cerambycidae.